# علیه یهودیان
علیه یهودیان (به یونانی: Κατά Ιουδαίων) نام ۸ موعظه از یوحنا زرین‌دهان (۳۴۷–۴۰۷) است.

## محتوای نامه‌ها
زرین‌دهان دعاوی زیر را علیه یهودیان مطرح کرد:
- آنها مسئول تصلیب یسوع و خداکشی هستند
- آنها از مرگ یسوع خوشحال بودند.
- کنیسه را با فاحشه‌خانه و پناهگاه شیطان مقایسه کرد.
- در میان یهودیان، رهبری دینی را می‌توان با پول خرید و فروخت.
- هرزگی جنسی یهودیان
- یهودیان دیگر قوم برگزیده خدا نیستند و با مقایسه آنها با حیوانات، اظهار داشت که آنها فقط برای قربانی مناسب هستند.

## نقد نامه‌ها
انتقاد یوحنا زرین‌دهان از یهودیان، واکنش شدیدی را در میان برخی نویسندگان برانگیخت که زرین‌دهان را یهودستیزی بی‌رحم می‌دانستند. البته زرین‌دهان سنتی را از آغاز مسیحیت ادامه می‌دهد که شامل حملاتی علیه یهودیان بود و چهره‌های اصلی آن ژوستین، اَپِلِس، ترتولیان، آتاناسیوس کبیر و اسقف‌های کاپادوکیایی بودند. زرین‌دهان در ۸ موعظه خود علیه یهودیان سخن می‌گوید و با عباراتی تند و انتقادی شدید، آیین‌ها، آداب و رسوم، و مراسم عبادی آن‌ها را مورد نکوهش قرار می‌دهد.
این انتقاد از نظر شدت، با رفتار پیامبران و یسوع در قبال یهودیان برابر دانسته می‌شود و زرین‌دهان به دلیل استفاده از عباراتی مانند «افعی‌ها»، «شیاطین»، «سگ‌ها» و مقایسه کنیسه‌ها با «فاحشه‌خانه» علیه یهودیان متهم شده است.
در واقع، زرین‌دهان خود بیان می‌کند که یادآور قضاوت‌هایی است که علیه اسرائیل توسط اِرْمیا صورت گرفته است ("تو روی فاحشه را به خود گرفتی و در برابر همه شرم نکردی"، ارمیا ۳:۳). ارمیا در حالی که از فحشای روحانی قوم خدا سخن می‌گوید، همزمان آن‌ها را به توبه از انحرافات بت‌پرستانه‌شان فرامی‌خواند: "از نبی گواهی می‌آورم؛ یهودیان از انبیا قابل‌اعتمادتر نیستند. پس نبی چه می‌گوید؟ روی فاحشه را به خود گرفتی و در برابر همه شرم نکردی." و ادامه می‌دهد: "جایی که فاحشه ایستاده، آن مکان فاحشه‌خانه است؛ بلکه کنیسه فقط فاحشه‌خانه و تئاتر نیست." او البته می‌داند که برخی با سخنان او مخالفت می‌کنند، و به همین دلیل استدلال می‌کند که اگر سخنانش از خودش باشد، او را قضاوت کنند، اما این سخنان از او نیست: "زیرا اگر از خودم سخن می‌گویم، مرا محکوم کن، اما اگر کلمات نبی را می‌گویم، حکم را بپذیر."
دلایلی که یوحنا زرین‌دهان و دیگر اسقف‌ها را به انتقاد شدید از یهودیان سوق داد، مربوط به تلاش شدید برای هم‌گرایی در سطح عبادی-دینی بود که آن‌ها آن را تلاشی برای تغییر دین (پروسلتیسم) می‌دانستند و معتقد بودند که این امر نهایتاً به دور شدن از خدای حقیقی و پیام نجات‌بخش یسوع منجر می‌شود. در موعظه‌های او مشاهده می‌کنیم که یکی از دلایل مهم انتقاد زرین‌دهان، جشن‌های یهودیان بود که مسیحیان را نیز به شرکت در آن‌ها می‌کشاند و در نتیجه، مسیحیان نمی‌توانستند تضاد بزرگ پیام دو دین را تشخیص دهند. دلیل دیگر انتقاد، روش‌های غیرمستقیمی بود که یهودیان اغلب برای جذب مسیحیان به کار می‌بردند. یهودیان در انطاکیه قدرت زیادی داشتند که نتیجه قدرت اقتصادی و نفوذشان در دستگاه‌های دولتی امپراتوری بود. آن‌ها بسیاری از مناصب قضایی را در اختیار داشتند و پرونده‌های مسیحیان را قضاوت می‌کردند، و مسیحیان برای اینکه قربانی بی‌عدالتی نشوند، تسلیم خواسته‌های یهودیان می‌شدند و در نتیجه، جنبه‌های مذهبی زندگی‌شان نیز توسط یهودیان تنظیم می‌شد.
اما مهم‌ترین دلیل مخالفت او با یهودیان، تفسیر «تدبیر الهی» بود، یعنی اینکه آیا کتب مقدس در وجود یسوع مسیح به انجام رسیده‌اند یا خیر. زرین‌دهان معتقد بود که این تدبیر در شخص یسوع به انجام رسیده است و بنابراین یهودیان ناقضان تدبیر الهی و خارج از فیض خدا هستند. او حتی اشاره می‌کند که یهودیان با پیامبرانی که فرستادگان خدا بودند نیز چنین کردند و آن‌ها را به قتل رساندند، مطابق با سخن خداوند. همچنین این واقعیت وجود دارد که یهودیان در آزار و اذیت‌های بزرگ مسیحیان در قرون اولیه زندگی کلیسایی با یکدیگر همکاری کردند و بنابراین قابل درک است که مسیحیان شرایط سختی را از جانب یهودیان تجربه کرده بودند و شهرت آزاردهندگان مسیحی هنوز داوم داشت.
در واقع زرین‌دهان «پنج گفتار علیه یهودیان ایراد کرد… نه از روی بیزاری نسبت به یهودیت، بلکه به این دلیل که یهودیان همراه با غیریهودیان بر مسیحیان یونانی انطاکیه تأثیر می‌گذاشتند. وظیفه یوحنا زرین‌دهان بود که این تأثیرات را دفع کند.»

## استفاده از نامه‌های زرین‌دهان در قرن بیستم
گفتارهای «علیه یهودیان» در قرون ۱۹ و ۲۰ میلادی مورد توجه مجدد یهودستیزان قرار گرفت. البته برخی ادعا کردند که گفتارهای او پر از نفرت و «وحشتناک‌ترین و خشونت‌آمیزترین سخنانی است که می‌توان در نوشته‌های هر الهی‌دان مسیحی یافت.» همچنین، زرین‌دهان متهم شده است که سخنانش توسط بسیاری از گروه‌های یهودستیز برای تحریک نفرت علیه یهودیان استفاده شده است، و نیز اینکه دیدگاه‌های او این ایده را پایه گذاشت و گسترش داد که یهودیان به‌طور کلی مسئول مرگ یسوع هستند، یا اینکه موعظه‌های او الگویی برای گفتمان یهودستیزانه بعدی و برای استفاده از گزیده‌های انجیل‌های متی و یوحنا برای متهم کردن یهودیان شد. همه این‌ها، به گفته آن‌ها، یک یهودستیزی مسیحی خاصی را به وجود آورد که یهودیان را قاتلان یسوع معرفی می‌کرد، و این به شایعاتی اضافه شد که از قبل در جهان پیشامسیحی وجود داشت و یهودیان را در هر شهر مسیحی در معرض خطر قرار می‌داد.
اما زرین‌دهان مسئول استفاده از گزیده‌های موعظه‌هایش برای مقاصد دیگر نیست. اولاً، این موعظه‌ها در واقع علیه یهودیان نبودند، بلکه علیه مسیحیان یهودی‌گرایی بودند که تا جایی منحرف شده بودند که در جشن‌های کنیسه‌ها شرکت می‌کردند. ثانیاً، آن‌ها دارای محتوای مذهبی-تیپولوژیکی بودند و نه نژادی-نژادپرستانه، و علاوه بر این، زرین‌دهان «نفرت و بیزاری شخصی را توصیه نمی‌کرد» و بنابراین «هیچ نوع یهودستیزی، آن‌گونه که او را متهم می‌کنند، نداشت.» او صحبت می‌کند، «نه به این دلیل که مخالفتی ایدئولوژیک و برنامه‌ریزی شده با یهودیان دارد، بلکه به محض ظهور مشکل چوپانی در واقعیت، که نشان می‌دهد دلیل موعظه‌های او یهودستیزی نیست.»

## دربارهٔ استفاده از نامه‌ها در قرن بیستم
با وجود اینکه زرین‌دهان به این شیوه به یهودیان اشاره می‌کرد، نتیجه نمی‌شود که از آنها متنفر بوده، بلکه از یک شگرد بلاغی رایج در آن زمان، یعنی همان پسوگوس، استفاده می‌کرده است. با بررسی دقیق متون زرین‌دهان، مشخص می‌شود که این رفتار تهاجمی به دلیل ایدئولوژی خاصی در زرین‌دهان نبوده، بلکه مربوط به هدف اصلی یسوع، یعنی نجات انسان، است؛ بنابراین، در کتاب «علیه یهودیان»، آشکار می‌شود که او با این لحن صحبت می‌کند تا محافظت کند. عبارات تند مانند "بدبخت‌ها"، "بیچاره‌ها"، "غارتگران"، "طمع‌کاران" به رفتار آن‌ها در برابر یسوع مربوط می‌شود که خود را بر آن‌ها آشکار کرد و آن‌ها با او به روشی شناخته شده رفتار کردند. و او می‌پرسد: "چه چیزی بدبخت‌تر از این؟"
اما «او هرگز به مسیحیان توصیه نکرد که با یهودیان معامله نکنند یا به آن‌ها سلام نکنند. بسیار بیشتر از آن، هرگز توصیه نکرد که از آن‌ها متنفر باشند یا آن‌ها را آزار دهند. تنها چیزی که او درخواست و توصیه می‌کرد این بود که در زندگی مذهبی آن‌ها شریک نشوند.» همچنین صحیح است که به‌طور کلی زبان زرین‌دهان برای آریان‌ها، ناهمسانان، گنوسی‌ها و همچنین ثروتمندان و حاکمانی که زندگی بی‌بندوبار و تحریک‌آمیزی داشتند نیز به همان اندازه تند بود، و حتی آن‌ها را «گرگ» می‌نامید.
بدین ترتیب، به نظر نمی‌رسد که یهودیان نیازمند "رفتار ویژه" باشند، آن‌گونه که برخی نویسندگان ادعا می‌کنند، بلکه هر گروه یا دیدگاه اعتقادی دیگری که با "قانون خداً مخالفت کند، با رفتاری مشابه روبرو می‌شود. علاوه بر این، ارجاع گئورگی فلوروفسکی به او به عنوان "پیامبر عشق جهانی" گواه این امر است. جالب است که "کسانی که زرین‌دهان را به یهودستیزی متهم می‌کنند، از مطالعه مبانی کلامی دیدگاه‌های او دربارهٔ یهودیان خودداری می‌کنند." مشخصه این امر، قطعه "علیه یهودیان اول، ۱" است که در آن می‌گوید:
تعجب نکنید که یهودیان را بدبخت خواندم؛ زیرا آنها واقعاً بدبخت و بیچاره‌اند، زیرا چنین نعمات آسمانی که به دستانشان رسید را با شتابی بسیار رد کرده و به دور انداختند. خورشید عدالت برای آن‌ها زودتر طلوع کرد، اما آن‌ها پرتو را رد کردند و در تاریکی نشسته‌اند… آن‌ها شاخه‌های ریشه مقدس بودند، اما شکستند. آن‌ها پیامبران را از سنین پایین خواندند و کسی را که درباره‌اش نبوت شده بود، به صلیب کشیدند… به همین دلیل بدبخت‌اند، زیرا در حالی که دیگران خیرات فرستاده شده برای آن‌ها را غارت کرده و به سوی خود می‌کشیدند، خودشان آن را رد کردند.
زرین‌دهان به شدت از مسیحیان دفاع می‌کرد و تغییر دین توسط یهودیان را تحمل نمی‌کرد، تهدیدی که به دلیل جامعه قدرتمند یهودی آن زمان در انطاکیه بیشتر بود. به همین دلیل سخنان او تند بود، بر خلاف موعظه‌های ملایم‌تری که در قسطنطنیه ایراد می‌کرد، جایی که تهدید برای مسیحیان کمتر بود.